# Reichs-Branchen-Adressbuch
Das Reichs-Branchen-Adressbuch war laut seinem Untertitel „mit Telefonangaben für Industrie, Handel und Gewerbe“ versehen und erschien von 1925 bis 1956 in Berlin im Reichsverlag für Handel und Industrie.
In der Erstausgabe titelte die Zeitschrift auch als Reichs-Branchen-Telefon-Adressbuch für Industrie, Handel und Gewerbe.
Zeitweilig untergliederte sich das Adressbuch in mehrere Teile. So wurde beispielsweise die Ausgabe vom Frühjahr 1928 in folgende Gebiete untergliedert:
1. Groß-Berlin und Mark Brandenburg mit Grenzmark;
2. Norddeutschland mit Danzig und Rheinland-Westfalen nebst Rheingau;
3. Mittel- und Süddeutschland sowie Schlesien.[1]

Die Zeitschriftendatenbank ordnete das Reichs-Branchen-Adressbuch den Sachgruppen Biografie, Genealogie und Heraldik sowie Handel, Kommunikation und Verkehr zu.
Seine Fortführung erhielt das Adressbuch in der Nachkriegszeit mit dem grossen Hartmann.